# Terra
La Terra è il terzo pianeta in ordine di distanza dal Sole ed è il più grande tra i pianeti terrestri del sistema solare, per massa e per dimensioni. Sulla sua superficie, si trova acqua, presente in tutti e tre gli stati di aggregazione (solido, liquido e gassoso) e un'atmosfera composta in prevalenza da azoto e ossigeno che, insieme al campo magnetico che avvolge il pianeta, ne protegge la biosfera dai raggi cosmici, dalle radiazioni solari e dagli impatti astronomici. Essendo l'unico corpo planetario del sistema solare adatto a sostenere la vita come concepita e conosciuta dagli esseri umani, è l'unico luogo nel quale vivono tutte le specie viventi conosciute.
Dopo l'impresa di Jurij Gagarin è conosciuta con l'epiteto di "pianeta azzurro", che deriva dalle parole che il primo uomo a poterla guardare dallo spazio ha pronunciato mentre l'osservava. La sua formazione è datata a circa 4,54 miliardi di anni fa. La Terra possiede un satellite naturale chiamato Luna la cui età, stimata analizzando alcuni campioni delle rocce più antiche, è risultata compresa tra 4,29 e 4,56 miliardi di anni. L'asse di rotazione terrestre è inclinato rispetto alla perpendicolare al piano dell'eclittica: questa inclinazione combinata con la rivoluzione della Terra intorno al Sole causa l'alternarsi delle stagioni. Le condizioni atmosferiche primordiali sono state alterate in maniera preponderante dalla presenza di forme di vita che hanno creato un diverso equilibrio ecologico plasmando la superficie del pianeta. Circa il 71% della superficie è coperta da oceani di acqua salata e il restante 29% è rappresentato dai continenti e dalle isole.
La superficie esterna è suddivisa in diversi segmenti rigidi detti placche tettoniche che si spostano lungo la superficie in periodi di diversi milioni di anni. La parte interna, la quale è attiva dal punto di vista geologico, è composta da uno spesso strato relativamente solido o plastico, denominato mantello, e da un nucleo diviso a sua volta in nucleo esterno, dove si genera il campo magnetico, e nucleo interno solido, costituito principalmente da ferro e nichel. Tutto ciò che riguarda la composizione della parte interna della Terra resta comunque una teoria indiretta ovvero mancante di verifica e osservazione diretta.
Importanti sono le influenze esercitate sulla Terra dallo spazio esterno. Infatti la Luna è all'origine del fenomeno delle maree, stabilizza lo spostamento dell'asse terrestre e ha lentamente modificato la lunghezza del periodo di rotazione del pianeta rallentandolo; un bombardamento di comete durante le fasi primordiali ha giocato un ruolo fondamentale nella formazione degli oceani e in un periodo successivo alcuni impatti di asteroidi hanno provocato significativi cambiamenti delle caratteristiche della superficie e ne hanno alterato la vita presente.
Il simbolo astronomico della Terra è un cerchio con all'interno una croce  e occasionalmente anche : la linea orizzontale rappresenta l'equatore e quella verticale un meridiano.

## Etimologia
Il termine "terra" deriva dall'omologo latino terra, che probabilmente era originariamente (materia) tersa, vale a dire secca, arida, correlata al verbo torreo presente in "torrido"; dalla radice indoeuropea tars- con il significato di essere secco, disseccarsi che trovasi nel sanscrito trsyami, nel tedesco durst, nell'inglese thirst e nel greco τερσαίνω (tersàinō).

## Storia della Terra

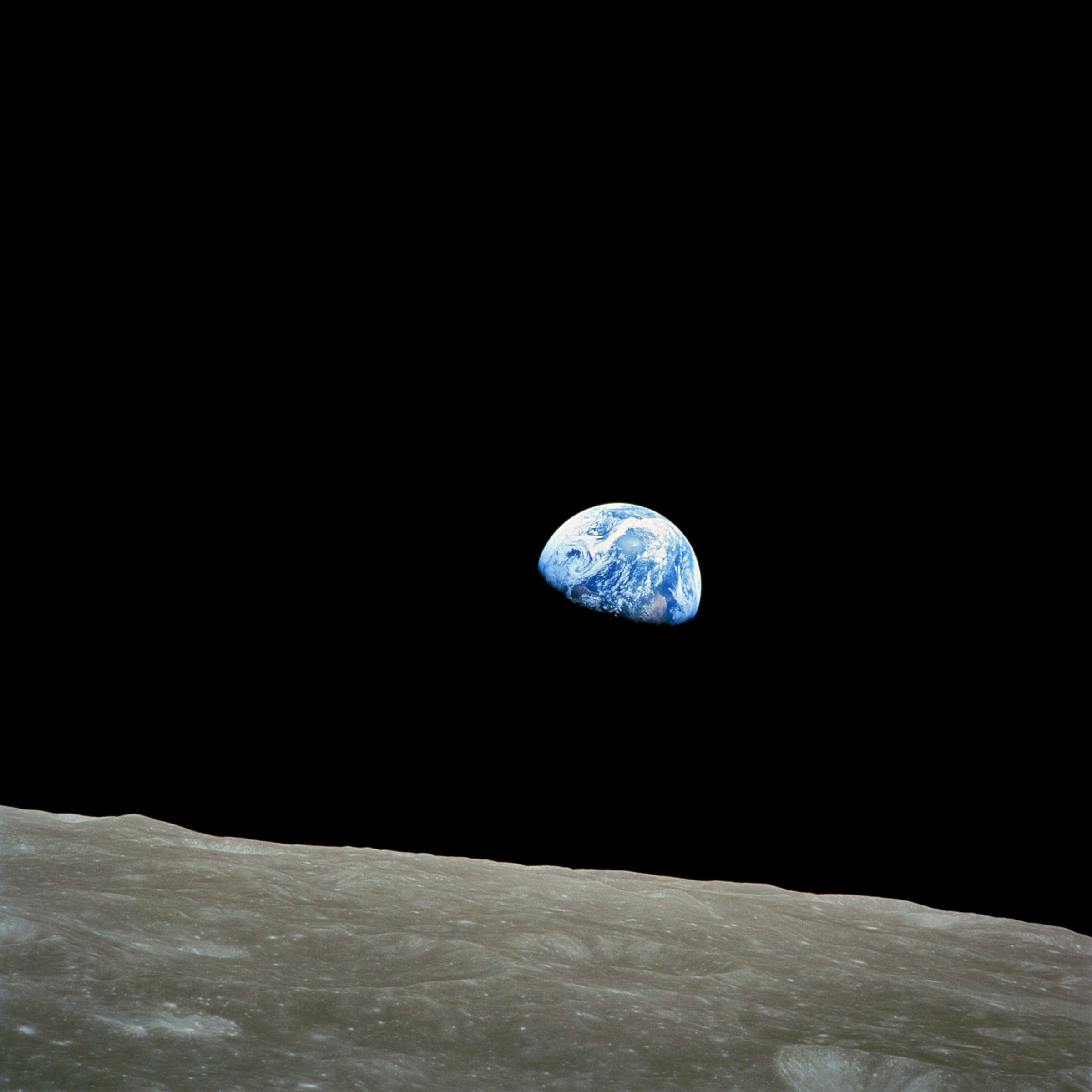
Il pianeta Terra visto dalla Luna.

Gli scienziati da secoli effettuano ricerche volte a ricostruire la storia della Terra. Secondo le ipotesi più aggiornate la Terra e gli altri pianeti del Sistema Solare si formarono 4,54 miliardi di anni fa. Inizialmente liquefatto, il pianeta gradualmente si raffreddò formando una crosta terrestre sempre più di tipo granitico, simile all'odierna. La Luna si formò subito dopo, probabilmente a causa dell'impatto tra la Terra e un protopianeta conosciuto come Theia, grande quanto Marte e avente circa il 10% della massa della Terra. Nell'urto tra i due corpi un po' della massa di questo piccolo corpo celeste si unì alla Terra e una porzione fu espulsa nello spazio e abbastanza materiale sopravvisse per formare un satellite orbitante.
L'attività vulcanica, decisamente maggiore di quella odierna, produsse l'atmosfera primordiale, molto ricca di anidride carbonica. Il vapore acqueo condensandosi produsse gli oceani. Circa 3,5 miliardi di anni fa nacque la prima forma di vita.
Lo sviluppo della fotosintesi permise ad alcune forme di vita di assorbire l'energia solare; l'ossigeno, prodotto di scarto della fotosintesi, si accumulò nell'atmosfera e creò uno strato di ozono (una forma di ossigeno molecolare [O3]) nell'atmosfera superiore. L'incorporazione di cellule più piccole in altre di dimensioni maggiori fece sì che si sviluppassero cellule più complesse delle cellule procarioti, chiamate eucarioti. Protette dallo strato di ozono che impediva ai raggi ultravioletti, dannosi per la vita, di attraversare l'atmosfera le varie forme di vita colonizzarono la superficie della Terra.
La primordiale struttura geologica di microplacche continentali andò verso una primaria aggregazione, formando dei continenti che occasionalmente si univano per formare un supercontinente. Circa 750 milioni di anni fa la Rodinia, il primo supercontinente conosciuto, cominciò a dividersi in continenti più piccoli; i continenti in seguito si riunirono per formare la Pannotia (600–540 milioni di anni fa) e finalmente la Pangea che si divise in continenti più piccoli circa 180 milioni di anni fa ponendo le basi per la situazione geografica moderna.
Dal 1960 si è ipotizzato che diverse ere glaciali tra i 750 e i 580 milioni di anni fa, durante il Neoproterozoico, abbiano coperto di ghiaccio la maggior parte del pianeta. Questa ipotesi, non ancora accettata dall'intera comunità scientifica, è conosciuta con il nome di Terra a palla di neve e deve il particolare interesse al fatto che precedette l'esplosione del Cambriano, quando le forme di vita multicellulari cominciarono a proliferare.
Successivamente al Cambriano, circa 530 milioni di anni fa, si sono succedute cinque estinzioni di massa. L'ultima di esse, avvenuta 65 milioni di anni fa e probabilmente causata da una collisione meteoritica, provocò l'estinzione dei dinosauri e di altri animali, tra cui le ammonoidee, ma risparmiò alcuni piccoli animali come i mammiferi che presero il sopravvento nel periodo successivo. In seguito i mammiferi si diversificarono, finché un animale africano, rassomigliante a una scimmia, guadagnò l'abilità di mantenere una posizione eretta. Questa evoluzione liberò le braccia e le mani dal compito della deambulazione, permise l'utilizzo di utensili, incoraggiò la comunicazione al fine di provvedere a una migliore nutrizione e creò i presupposti per lo sviluppo di una maggiore area cerebrale. Lo sviluppo della agricoltura, e della civiltà, permise agli esseri umani di plasmare la Terra in un tempo così breve come nessun'altra forma di vita era riuscita a fare, influenzando sia la natura, sia la quantità delle altre forme di vita.
La fase recente delle ere glaciali incominciò circa 40 milioni di anni fa intensificandosi durante il Pleistocene, circa 3 milioni di anni fa. Le regioni polari sono state sottoposte a svariati cicli di glaciazioni e disgeli, succedutisi ogni 40-100000 anni. L'ultima di queste fasi terminò 10000 anni fa, lasciando il pianeta in una situazione morfo-climatica abbastanza stabile fino ai giorni nostri.

### Età della Terra
Modelli chimici basati sull'attuale abbondanza di isotopi radioattivi con lunghissimi tempi di decadimento e l'analisi composizionale di materiale non differenziato proveniente da meteoriti e dalla Luna datano la formazione della Terra a 4,54 miliardi di anni fa. La difficoltà principale nella determinazione dell'età della Terra è legata al fatto che nessuna roccia attualmente affiorante sul pianeta presenta questa età; ciò è dovuto alla natura fluida o plastica della totalità della crosta terrestre durante il primo miliardo di anni circa. Inoltre processi di differenziazione magmatica separavano in questa prima fase i vari elementi concentrandone solo alcuni all'interno della crosta terrestre. Questo frazionamento rende difficile stabilire con esattezza il contenuto iniziale di alcuni geocronometri e pertanto non è possibile calcolare con esattezza le abbondanze iniziali.
Le rocce più antiche rinvenibili sul pianeta sono rocce continentali, si ritrovano nei cratoni e hanno un'età pari a 4,1 miliardi di anni. La maggior parte della crosta oceanica è più giovane, perché continuamente riciclata dai meccanismi legati alla tettonica delle placche: le rocce più antiche in questo tipo di crosta sono giurassiche e hanno un'età di 100 milioni di anni.
L'età della Terra fu determinata da Clair Patterson nel 1953 utilizzando metodi radiometrici legati al decadimento dell'uranio.

## Caratteristiche fisiche
La Terra, di forma geoide (dalla parola Gea o Geo o Ge (in greco antico: Γῆ?, Ghḕ, oppure Gaia in greco ionico e quindi nel greco omerico Γαῖα, Gàia, è, nella religione e nella mitologia greca, la dea primordiale, quindi la potenza divina, della Terra) è il maggiore sia per dimensione sia per massa dei quattro pianeti terrestri (insieme a Mercurio, Marte e Venere), composto per lo più da roccia e silicati; questo termine è contrapposto a quello di giganti gassosi, pianeti appartenenti al sistema solare esterno. Sempre tra i pianeti terrestri è quello con la maggiore densità, la più alta gravità e il più forte campo magnetico.

### Forma
La forma della Terra è simile ad uno sferoide oblato. Più precisamente si dice che sia un geoide, solido che per definizione ha la forma della Terra. Un geoide è molto simile ad un ellissoide, detto ellissoide di riferimento, generato dalla rotazione di un'ellisse attorno al proprio asse minore, rispetto al quale il geoide ha uno scostamento massimo di 100 metri.
Il diametro medio dell'ellissoide di riferimento è circa 12742 km, tuttavia in maniera più approssimativa si può definirlo come 40009 km/π, dato che il metro è stato originariamente definito come 1/10000000 della distanza tra l'equatore e il polo Nord passando per Parigi.
La rotazione della Terra è la causa del rigonfiamento equatoriale che comporta un diametro equatoriale di 43 km maggiore di quello polare. Le maggiori deviazioni locali sulla superficie sono: il Monte Everest, con 8848 m sopra il locale livello del mare e la Fossa delle Marianne, con 10924 m sotto il locale livello marino. Se si paragona la Terra a un perfetto ellissoide essa ha una tolleranza di circa una parte su 584, o dello 0,17% che è minore dello 0,22% di tolleranza ammesso nelle palle da biliardo. Inoltre a causa della presenza del rigonfiamento il luogo maggiormente distante dal centro della Terra è situato attualmente sul Monte Chimborazo in Ecuador.

### Geosfera

Modello degli strati

L'interno della Terra, detto anche geosfera, è costituito da rocce di diversa composizione e fase (solida, principalmente, ma talvolta anche liquida).
Grazie allo studio dei sismogrammi si è giunti a considerare l'interno della Terra suddiviso in una serie di gusci; difatti si è notato che le onde sismiche subiscono fenomeni di rifrazione nell'attraversare il pianeta. La rifrazione consiste nella modifica della velocità e della traiettoria di un'onda quando questa si trasmette a un mezzo con differente densità. Si sono potute così rilevare superfici in profondità in cui si verificano una brusca accelerazione e una deviazione delle onde e in base a queste sono state identificate quattro zone sferiche concentriche: la crosta, il mantello, il nucleo esterno e il nucleo interno.
L'interno della Terra, come quello degli altri pianeti terrestri, è diviso chimicamente in una crosta formata da rocce da basiche ad acide, un mantello ultrabasico e un nucleo terrestre composto principalmente da ferro. Il pianeta è abbastanza grande da avere un nucleo differenziato in un nucleo interno solido e un nucleo esterno liquido che produce un debole campo magnetico a causa della convezione del suo materiale elettricamente conduttivo. La capacità elettrica della Terra vale invece 710 μF, abbastanza piccola in rapporto alle sue dimensioni. Dal punto di vista delle proprietà meccaniche, la crosta e la porzione superiore del mantello formano la litosfera, rigida e una porzione intermedia del mantello, che si comporta in un certo senso come un fluido enormemente viscoso, costituisce l'astenosfera.
Materiale proveniente dall'astenosfera si riversa continuamente in superficie attraverso vulcani e dorsali oceaniche non conservando però la composizione originale perché soggetto a cristallizzazione frazionata.
Lo schema seguente riassume le profondità, la caratteristica principale per la definizione dei vari "gusci" che compongono la Terra e la loro densità:
| Profondità (km) | Profondità (km) | Porzione terrestre | Proprietà          | Densità g/cm³ |
| --------------- | --------------- | --- | ------------------ | ------------- |
| 0-60            |                 | Litosfera: varia tra i 5 km e i 120 km; comprende crosta e la parte più superficiale del mantello superiore. | fisiche            | —             |
|                 | 0-35            | Crosta: varia tra i 5–10 km di quella oceanica, ai 30-70 di quella continentale. | chimiche           | 2,2-2,9       |
|                 | 35-60           | Mantello litosferico o litosfera densa: parte superficiale del mantello superiore. | fisiche            | 3,4-4,4       |
| 35-2900         |                 | Mantello terrestre | fisiche e chimiche | 3,4-5,6       |
|                 | 100-700         | Mantello superiore, di cui la parte superficiale si associa alla litosfera. La parte più spessa è detta astenosfera, di 100–250 km di spessore. La parte inferiore è definita "zona di transizione" verso il mantello inferiore, o mesosfera, da non confondere con l'omonimo strato atmosferico. | fisiche            | —             |
|                 | 700-2900        | Mantello inferiore, di circa 2000 km di spessore. | fisiche            | —             |
| 2900-5100       |                 | Nucleo esterno | fisiche e chimiche | 9,9-12,2      |
| 5100-≈6375      |                 | Nucleo interno | fisiche e chimiche | 12,8-13,1     |

#### Proprietà chimico-fisiche della geosfera
| Composto             | Formula |        |
| -------------------- | ------- | ------ |
| diossido di silicio  | SiO2    | 59,71% |
| ossido di alluminio  | Al2O3   | 15,41% |
| ossido di calcio     | CaO     | 4,90%  |
| ossido di magnesio   | MgO     | 4,36%  |
| ossido di sodio      | Na2O    | 3,55%  |
| ossido di ferro      | FeO     | 3,52%  |
| ossido di potassio   | K2O     | 2,80%  |
| triossido di diferro | Fe2O3   | 2,63%  |
| acqua                | H2O     | 1,52%  |
| diossido di titanio  | TiO2    | 0,60%  |
| anidride fosforica   | P2O5    | 0,22%  |
| Totale               | Totale  | 99,22% |

La massa della Terra è circa di 5,98×1024 kg ovvero quasi 6000 trilioni di tonnellate. Essa aumenta nel tempo al ritmo di 107 kg/anno a causa della cattura di materiale cosmico.
È costituita in peso principalmente da
- ferro (32,1%)
- ossigeno (30,1%)
- silicio (15,1%)
- magnesio (13,9%)
- zolfo (2,9%)
- nichel (1,8%)
- calcio (1,5%)
- alluminio (1,4%)
- altri elementi (1,2%)

Si ritiene che il nucleo sia costituito principalmente da ferro (88,8%) con piccole quantità di nichel (5,8%) e zolfo (4,5%).
Il geochimico F. W. Clarke ha calcolato che poco più del 47% della crosta terrestre è composta da ossigeno. I costituenti più comuni sono rappresentati dagli ossidi; cloro, zolfo e fluoro sono le uniche importanti eccezioni, sebbene la loro presenza totale nelle rocce sia inferiore all'1%. Gli ossidi principali sono i silicati, gli ossidi di alluminio, di ferro, di calcio, magnesio, potassio e di sodio. I silicati sono la componente acida della crosta terrestre, costituendo tutti i principali minerali delle rocce intrusive. Analizzando 1672 campioni di tutti i tipi di rocce, Clarke ha dedotto che il 99,22% di esse erano composte da solo undici ossidi (vedere tabella a destra), mentre i rimanenti costituenti erano presenti solo in quantità veramente ridotte.
La temperatura all'interno della Terra aumenta con un gradiente geotermico di circa 25 °C/km nella crosta, gradiente che poi diminuisce a 0,7 °C-0,8 °C/km nelle altre zone. La temperatura raggiunge i 5 270 K (5 000 °C) e la pressione arriva a 3600 kbar nella porzione di nucleo interno. Il calore interno è stato generato in parte durante la formazione del pianeta e da allora ulteriore calore è stato continuamente generato dal decadimento radioattivo di isotopi dell'uranio, del torio e del potassio. Il calore trasmesso dall'interno all'esterno del pianeta deriva dai moti convettivi del mantello anche se, essendo le rocce cattive conduttrici termiche, rappresenta solo un ventimillesimo dell'energia che il pianeta riceve dal Sole.
La densità media della Terra è di 5,515 g/cm³, rendendolo il pianeta più denso del sistema solare. Non è costante, ma cresce all'aumentare della profondità. Nella crosta terrestre passa da 2,2 a 2,9 g/cm³ per aumentare progressivamente nel mantello, con una densità che va da 3 a 5,6 kg/dm³, fino a giungere nel nucleo a valori compresi tra i 9 e i 13,5 kg/dm³.

#### Tettonica delle placche

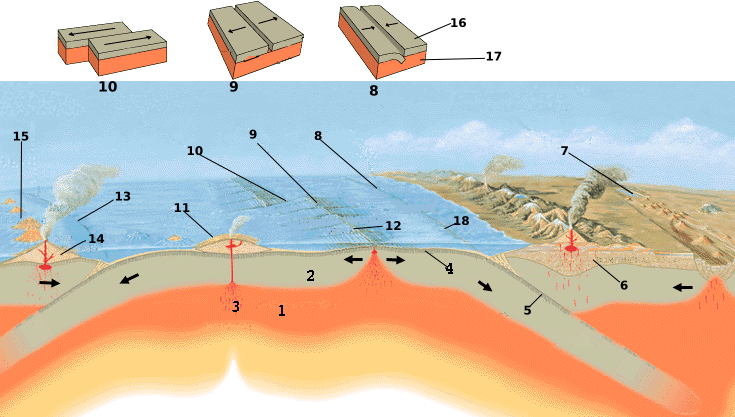
1- Astenosfera
2- Litosfera
3- Punto caldo
4- Crosta oceanica
5- Placca in subduzione
6- Crosta continentale
7- Zona di rift continentale (nuovo margine di placca)
8- Placca a margine convergente
9- Placca a margine divergente
10- Placca a margine trasforme
11- Vulcano a scudo
12- Dorsale oceanica
13- Margine di placca convergente
14- Strato vulcano
15- Arco isola
16- Placca
17- Astenosfera
18- Fossa

Mappa delle placche tettoniche della Terra

In accordo con la Tettonica delle placche, che è oramai accettata dalla quasi totalità degli esperti in scienze della Terra, la sua zona più esterna è suddivisa in due parti: la litosfera, comprendente la crosta terrestre e la parte più superficiale del mantello superiore, e l'astenosfera che forma la parte più interna e profonda del mantello. L'astenosfera si comporta come un liquido surriscaldato che fa muovere le placche litosferiche ed è estremamente viscoso.
La litosfera sostanzialmente galleggia sull'astenosfera ed è suddivisa in quelle che comunemente sono chiamate placche tettoniche. Queste placche sono segmenti rigidi che si muovono le une rispetto alle altre secondo tre tipi di movimento: convergente, divergente e trasforme. Un ultimo tipo di movimento avviene quando due placche si muovono lateralmente rispetto a un'altra, attraverso una faglia strike-slip.
Il pianeta è stato plasmato dagli spostamenti di queste placche, alternando momenti in cui era presente un solo super-continente a situazioni simili alla odierna. Esistono le placche litosferiche di tipo continentale e di tipo oceanico. Inoltre la collisione tra due o più placche tettoniche è la base per la genesi delle catene montuose sulla parte di placca litosferica di tipo continentale; mentre una loro divergenza può portare alla nascita di una dorsale oceanica, sulla parte di placca litosferica di tipo oceanica e quindi di nuova crosta. Pertanto i limiti tra le placche tettoniche sono zone di elevata attività geologica e di intensi sforzi e lungo di esse si concentrano la maggior parte delle aree sismiche, con terremoti anche di forte intensità, e delle aree vulcaniche.
Le placche principali sono:
| Nome della placca    | Area    | Area    | Copertura                       |
| Nome della placca    | 106 km² | 106 mi² | Copertura                       |
| -------------------- | ------- | ------- | ------------------------------- |
| Placca africana      | 61,3    | 23,7    | Africa                          |
| Placca antartica     | 60,9    | 23,5    | Antartide                       |
| Placca australiana   | 47,2    | 18,2    | Australia                       |
| Placca euroasiatica  | 67,8    | 26,2    | Asia e Europa                   |
| Placca nordamericana | 75,9    | 29,3    | Nord America e nord-est Siberia |
| Placca sudamericana  | 43,6    | 16,8    | Sud America                     |
| Placca pacifica      | 103,3   | 39,9    | Oceano Pacifico                 |

Numerose sono le placche minori o di più piccola dimensione, tra esse le principali sono: la placca indiana, la placca arabica, la placca caraibica, la placca di Nazca lungo la costa occidentale dell'America meridionale e la placca di Scotia nell'Oceano Atlantico meridionale. Le placche a movimento più rapido si trovano nelle zone oceaniche, con la placca di Cocos che si sposta a una velocità di 75 mm/anno e la placca pacifica che si sposta a una velocità di 52–69 mm/anno. All'estremo la placca con il movimento più lento è quella euroasiatica, in movimento a una velocità media di circa 21 mm/anno.

### Superficie
La superficie terrestre può variare enormemente da luogo a luogo. Circa il 70,8% della superficie è coperta da acqua; inoltre la maggior parte della piattaforma continentale si trova al di sotto del livello marino. Nella parte sommersa del pianeta sono presenti tutte le caratteristiche tipiche di un territorio montuoso, caratteristiche comprendenti un sistema di dorsali medio oceaniche, dei vulcani sommersi, delle fosse oceaniche, dei canyon sottomarini, degli altopiani e delle piane abissali. Il rimanente 29,2% emerso consiste di montagne, deserti, pianure, altopiani e altre zone geomorfologiche minori.
La superficie planetaria si modifica costantemente secondo tempi geologici a causa dei movimenti delle varie placche tettoniche e dell'erosione; inoltre le sue caratteristiche geografiche, create o deformate dai movimenti tettonici, sono sottoposte agli influssi meteorologici (pioggia, neve, ghiaccio, vento), a svariati cicli termici (gelo/disgelo delle zone alpine, elevata escursione termica giornaliera nel caso dei deserti) e all'azione chimica. Infine nel modellamento del pianeta sono compresi anche grandi eventi come glaciazioni e impatti meteorici. Durante la migrazione di due placche tettoniche continentali la crosta oceanica viene subdotta al di sotto dei margini di queste ultime. Nello stesso tempo, a causa della risalita di materiale mantellico, nuova crosta oceanica viene generata lungo margini divergenti nelle dorsali medio oceaniche.

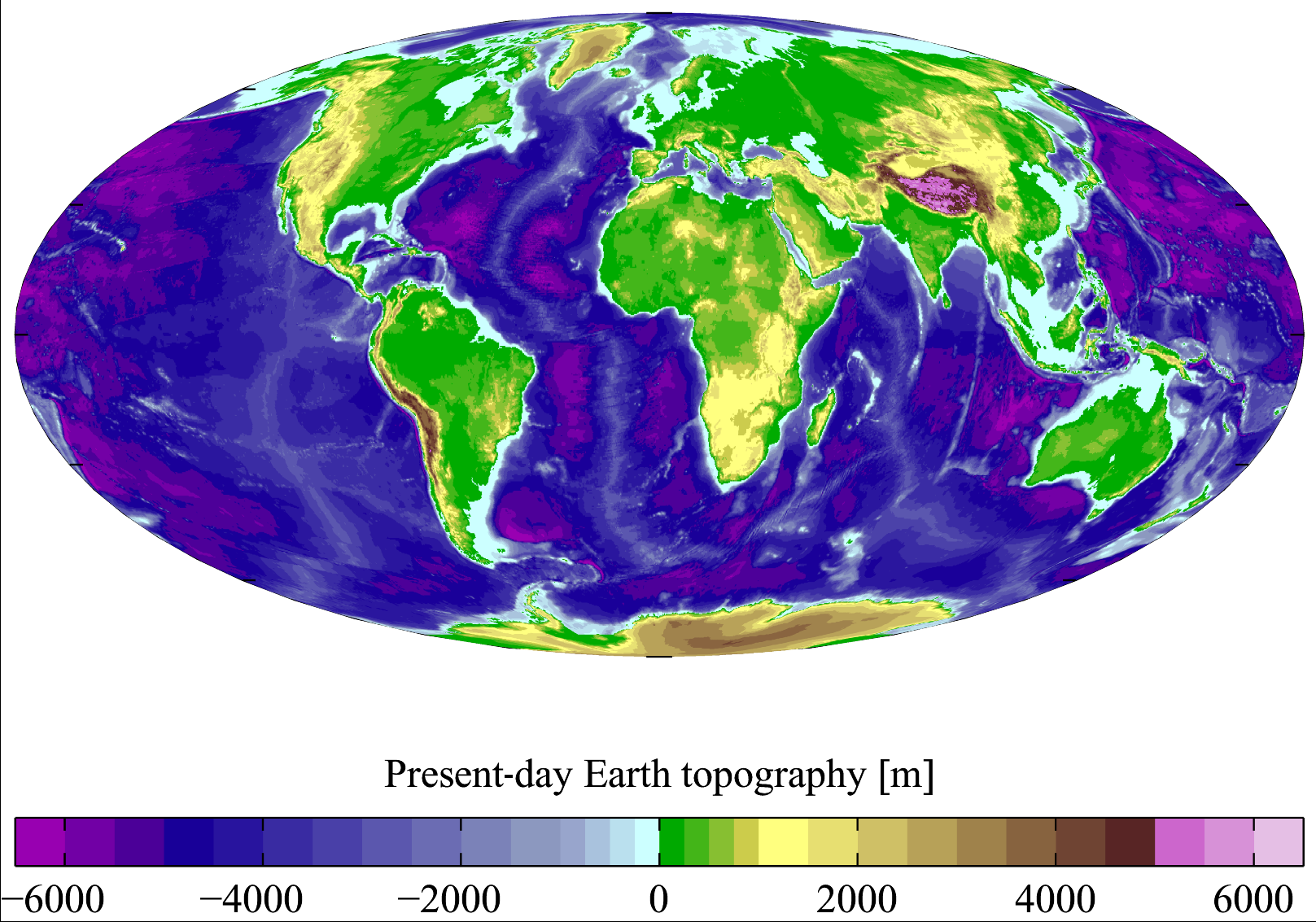
Carta della Terra rappresentante le altimetrie e le batimetrie. Dati del Centro dati nazionale geofisico Americano (NGDC)

Questo ciclo sostituisce continuamente il materiale di crosta oceanica in un processo che l'ha portata ad avere un'età minore di 100 milioni di anni. La placca oceanica più antica, localizzata nel Pacifico occidentale, è stata stimata con un'età di circa 200 milioni di anni. Per comparazione la crosta continentale più antica, datata grazie alla presenza di fossili, ha un'età di circa 3 miliardi di anni.
I movimenti subduttivi delle varie placche vengono regolati da contrasti di densità; infatti le placche continentali sono formate da rocce meno dense, specialmente da rocce intrusive come graniti e andesiti, mentre quelle oceaniche sono formate da rocce effusive, prevalentemente basaltiche. Questa differenza costitutiva spiega il perché nel contrasto tra due placche di tipo differente sia sempre quella oceanica ad andare in subduzione. Differente sviluppo ha il caso in cui le due placche appartengano allo stesso tipo, per cui intervengono fattori più sensibili come gli sforzi e le direzioni di movimento.
Su entrambi i tipi di crosta si possono trovare, in casi favorevoli alla loro messa in posto, le rocce sedimentarie. Esse sono formate dall'accumulo di sedimenti in maniera spesso così individuabile, quando è presente una stratificazione, da poter risalire indietro nel tempo alle condizioni presenti all'atto della formazione di ogni singolo strato e all'evoluzione di queste condizioni verso il presente. Inoltre le rocce sedimentarie sono le uniche in cui possono esser ritrovati fossili, fondamentali per una datazione precisa della roccia stessa e per trarre informazioni paleoambientali su clima, geografia, fauna e sulla flora presente in quell'epoca. In queste rocce vengono ricercati e sfruttati quasi tutti i principali giacimenti di idrocarburi e carboniferi.
Circa il 75% di tutta la superficie dei continenti è coperta da sedimenti, sebbene essi formino solamente circa il 5% della crosta. Il terzo tipo di roccia presente sul pianeta, dopo quelle vulcaniche intrusive ed effusive e quelle sedimentarie, è quello delle rocce metamorfiche. Esse derivano dalla trasformazione di rocce preesistenti di qualsiasi tipo attraverso l'influenza di alte pressioni, di alte temperature o di entrambe queste variabili.
Il processo metamorfico può essere di varia intensità, provocando sia una semplice ricristallizzazione di alcune specie minerali verso altre maggiormente stabili, sia la parziale fusione e deformazione della roccia, trasformandola in una completamente differente. Inoltre attraverso i processi di fusione si crea una circolazione di fluidi caldi all'interno della roccia. All'interno di questi fluidi vengono portati in soluzione e concentrati, laddove presenti, elementi rari altrimenti dispersi in quantità infinitesimali. Pertanto le rocce metamorfiche o i depositi derivanti dal loro smantellamento sono uno dei luoghi preferenziali di ricerca di giacimenti di materie prime, di pietre e metalli preziosi.
I minerali maggiormente abbondanti sulla superficie terrestre sono i silicati che includono principalmente: quarzo, feldspato, anfibolo, mica, pirosseno e olivina. Invece tra i minerali carbonatici i più comuni sono: calcite, aragonite e dolomite. La componente pedologica è la parte più esterna della Terra, nonché la più sottile, e riguarda il suolo e i processi che portano alla sua formazione. La pedosfera si pone come contatto tra la litosfera, l'atmosfera, l'idrosfera e la biosfera. Si calcola che la parte arabile di superficie sia il 13,31% della superficie emersa, con solo il 4,71% di essa utilizzata per colture permanenti. Quasi il 40% della terra è attualmente utilizzata per agricoltura e pastorizia, con una stima di circa 1,3 × 109 ettari (3,3 × 109 acri) a uso agricolo e 3,4 × 109 ettari (8,4 × 109 acri) di pastorizia.
Il rilievo della superficie terrestre varia dal punto più basso a −418 m del Mar Morto alla massima altitudine di 8848 m della cima del Monte Everest secondo la stima del 2005; inoltre l'altezza media della superficie terrestre non sommersa dalle acque marine è di 686 m.

### Atmosfera

Gli strati dell'atmosfera terrestre

La Terra ha un'atmosfera relativamente spessa, composta per il 78% di azoto, per il 21% di ossigeno e per l'1% di argon, più tracce di altri gas tra cui l'anidride carbonica e l'acqua. L'atmosfera separa la superficie terrestre dall'ambiente inospitale dello spazio, blocca buona parte delle radiazioni solari nocive, modera le temperature sulla superficie ed è il veicolo di trasporto del vapore acqueo e di altre sostanze gassose. I suoi vari strati, la troposfera, la stratosfera, la mesosfera, la termosfera e l'esosfera sono diversi attorno al globo e variano anche assieme alle stagioni.
È proprio dell'atmosfera il fenomeno dell'effetto serra, consistente nell'assorbimento e riemissione dell'infrarosso termico da parte di alcune specie gassose. I principali gas responsabili di questo fenomeno sono il diossido di carbonio, il vapore acqueo, il metano e l'ozono. L'effetto serra, in misura adeguata, è fondamentale per la vita sul pianeta; infatti senza questo "scudo termico", la temperatura media della superficie terrestre sarebbe di circa −18 °C, incompatibile con il mantenimento dell'acqua allo stato liquido e, di conseguenza, con la vita.

#### Atmosfera superiore
Al di sopra della troposfera, l'atmosfera è solitamente suddivisa in: stratosfera, mesosfera e termosfera. Ciascuna di queste zone possiede una tipica variazione della temperatura in funzione dell'altitudine. Proseguendo in altitudine, si incontra l'esosfera e successivamente la magnetosfera (dove avviene l'iterazione tra il campo magnetico terrestre e il vento solare). Una fondamentale zona per la vita presente sul pianeta è l'ozonosfera, parte della stratosfera in cui una elevata concentrazione di ozono scherma la superficie terrestre dai raggi ultravioletti. La linea di Kármán, situata a 100 km di altitudine, è comunemente usata per definire il confine tra l'atmosfera terrestre e lo spazio.

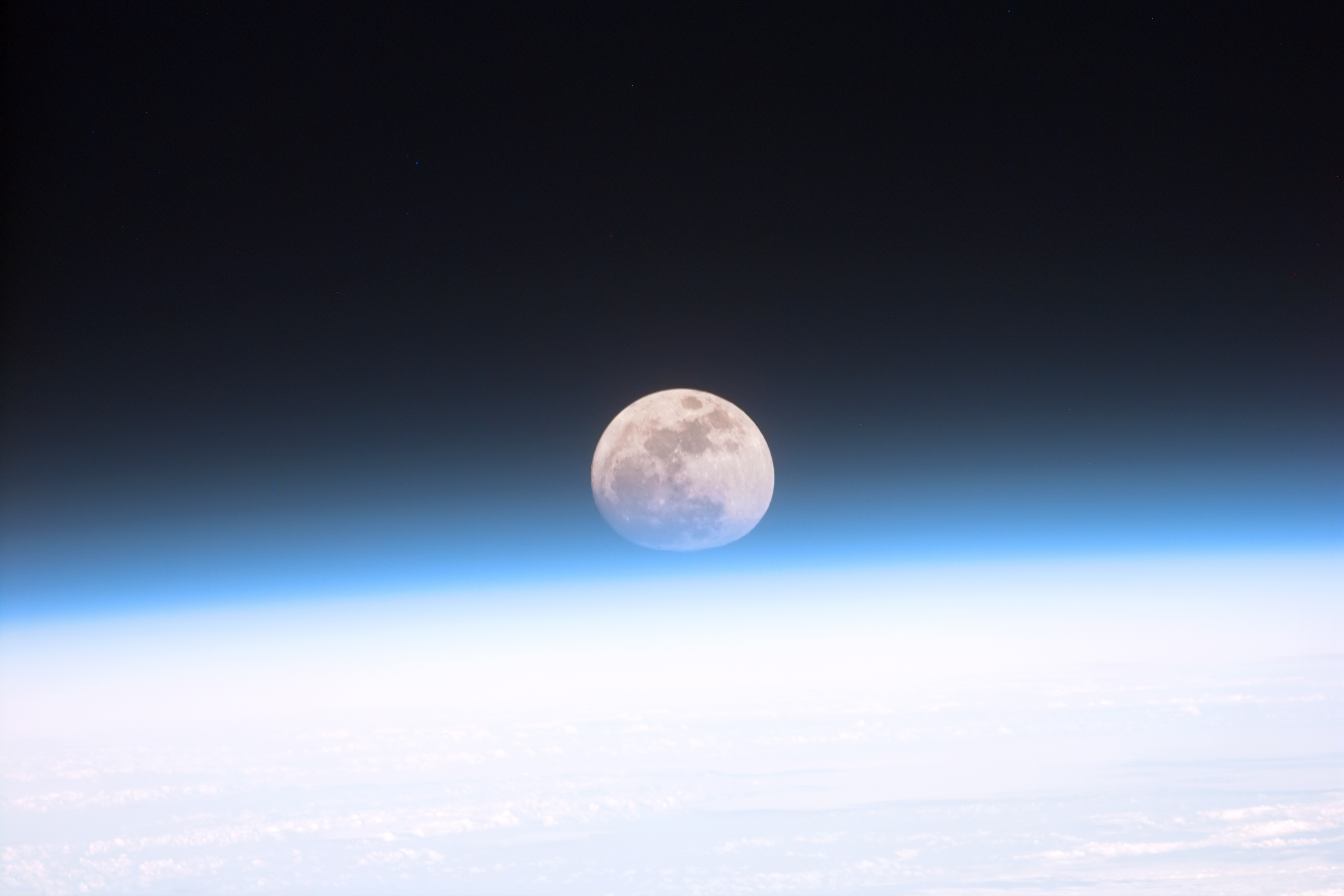
Luna ripresa dall'orbita terrestre parzialmente oscurata dalla presenza dell'atmosfera.

A causa dell'elevata energia termica alcune molecole della parte esterna dell'atmosfera riescono ad accelerare fino a raggiungere una velocità tale che permette loro di fuggire dalla gravità del pianeta. L'effetto è che l'atmosfera è in lentissima, ma costante perdita di materia nello spazio. Dato che l'idrogeno ha un peso molecolare basso, raggiunge la sua velocità di fuga più rapidamente e più facilmente rispetto ad altre molecole, e abbandona l'atmosfera a un tasso maggiore. Per questo motivo, la Terra è in un ambiente ossidante, piuttosto che riducente, con importanti conseguenze sulla natura chimica della vita. Tuttavia l'atmosfera ricca di ossigeno riesce a preservare la maggior parte dell'idrogeno rimanente legandolo sotto forma di molecole di acqua.

### Magnetosfera
La magnetosfera è un fenomeno naturale, un dipolo magnetico con poli non coincidenti con quelli geografici, e non statici, e avente momento dipolare (asse) inclinato di 11,3° rispetto all'asse terrestre. Nonostante le numerose ipotesi sulla presenza di questo campo, le teorie si sono orientate verso un modello analogo a quello di una dinamo ad autoeccitazione. L'intensità del campo magnetico terrestre non è costante nel tempo, ma subisce notevoli variazioni. Esse hanno portato, nel corso delle ere geologiche, alla deriva dei poli magnetici rispetto ai continenti e a ripetuti fenomeni di inversione del campo, con scambio reciproco dei poli magnetici Nord e Sud. Il magnetismo terrestre ha una notevole importanza per la vita sulla Terra. Infatti esso si estende per svariate decine di migliaia di chilometri nello spazio, formando una zona chiamata magnetosfera, la cui presenza genera una sorta di "scudo" elettromagnetico che devia e riduce il numero di raggi cosmici che se arrivassero alla superficie del pianeta porterebbero alla sua sterilizzazione. Dall'interazione tra raggi cosmici (vento solare) e magnetosfera viene originato lo splendido fenomeno detto aurora boreale.

### Biosfera
La Terra è l'unico pianeta conosciuto ospitante la vita.
Le forme di vita del pianeta compongono la biosfera. Le teorie correnti pongono la sua nascita a qualche centinaio di milioni di anni dopo la formazione del pianeta, tra 3,5 e 4 miliardi di anni fa. La biosfera è divisa in vari biomi, abitati da una popolazione di flora e fauna all'incirca simile. Sulla Terra, i biomi sono separati principalmente secondo la latitudine. I biomi a nord del circolo polare artico e a sud del circolo polare antartico sono relativamente vuoti di vita animale e vegetale, mentre quelli più popolati si trovano vicino all'equatore.
La complessa interazione fra biosfera e singole forme di vita ha portato alcuni autori all'ipotesi Gaia secondo la quale la vita sulla Terra è possibile grazie al comportamento degli esseri viventi che mantengono una delicata omeostasi.

#### Comparsa e impatto dell'uomo
La comparsa dell'uomo sulla Terra rappresenta uno degli eventi più significativi nella storia del pianeta, segnando l'inizio di un impatto ecologico e culturale senza precedenti. L'Homo sapiens, la specie umana moderna, è emersa in Africa circa 300.000 anni fa, nell'ambito di un lungo processo evolutivo che ha visto la progressiva comparsa di ominidi e altri antenati umani.
L'espansione globale degli esseri umani e il loro sviluppo culturale e tecnologico hanno portato a trasformazioni ambientali profonde, tra cui la deforestazione, l'agricoltura, l'urbanizzazione e il cambiamento climatico indotto dall'attività antropica. Questi cambiamenti sono tali da aver condotto alcuni studiosi a proporre l'istituzione di una nuova epoca geologica denominata Antropocene, caratterizzata dall'impatto globale dell'uomo sulla geologia e sugli ecosistemi terrestri.
L'uomo, con la sua capacità di modificare l'ambiente su scala planetaria, è così diventato un fattore determinante per l'evoluzione futura della Terra, influenzando il ciclo del carbonio, la biodiversità e il clima globale.

### Idrosfera

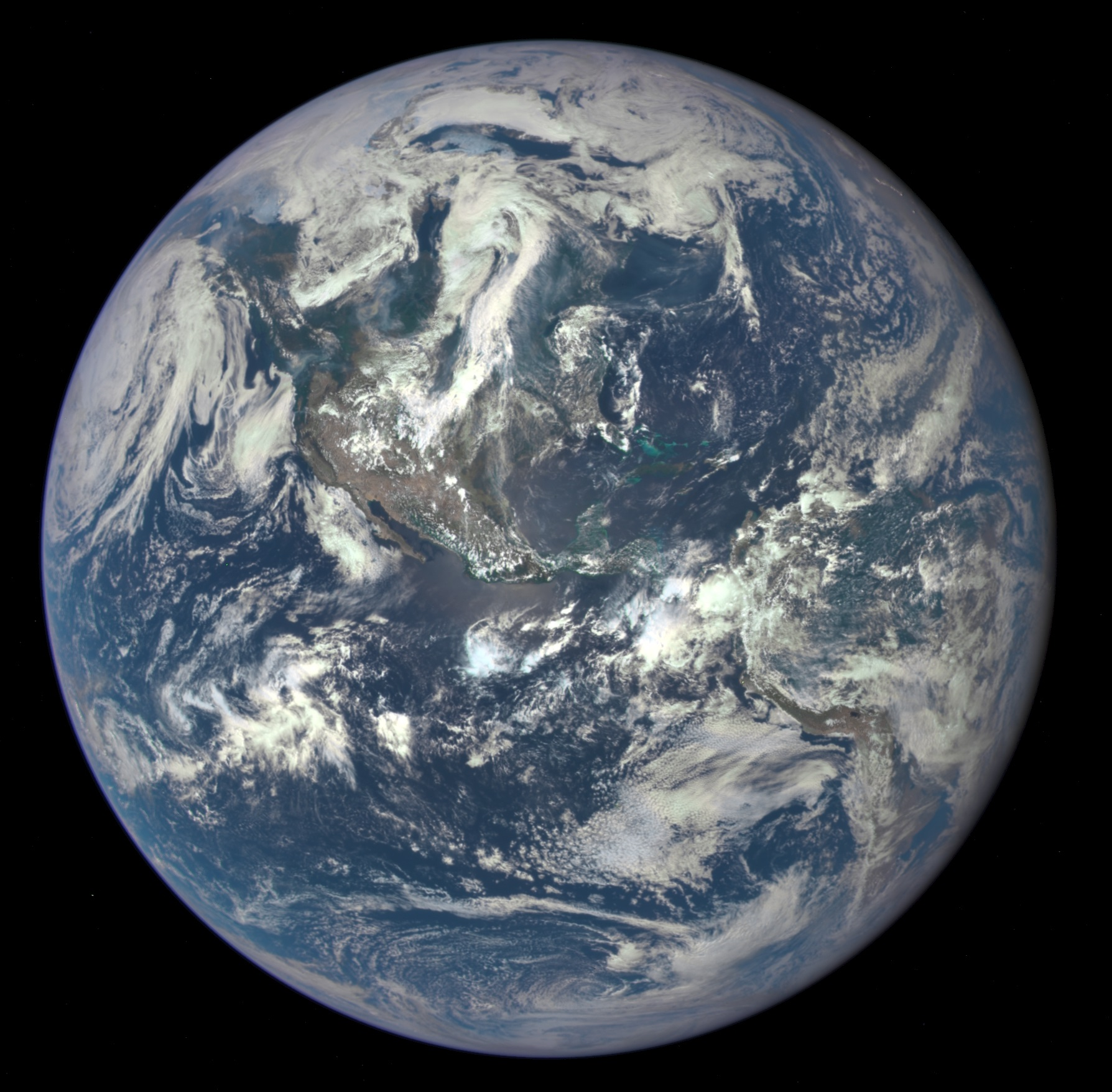
Il Continente Americano, fotografato dalla NASA.

Il termine "idrosfera" si riferirebbe ai soli oceani, tuttavia tecnicamente include tutti i mari interni, i laghi, i fiumi e l'acqua di falda fino a 2000 m di profondità.
La Terra è l'unico pianeta del sistema solare la cui superficie ospita acqua liquida. L'acqua copre il 71% della superficie terrestre ed è suddivisa in un 97% di acqua salata e un 3% di acqua dolce, il cui 68% circa è sotto forma di ghiaccio.
L'acqua suddivide il pianeta in cinque oceani(Oceano Pacifico, Atlantico, Indiano, Artico e Antartico) e sei continenti.(America, Asia, Europa, Antartide, Oceania e Africa)
Il punto più profondo sotto la massa d'acqua è rappresentato dalla Fossa delle Marianne nell'oceano Pacifico con −10911 m; mentre la profondità media degli oceani è di 3,794 m, più di cinque volte l'altezza media dei continenti.
La massa stimata dell'acqua oceanica è di circa 1,35 x 1018 tonnellate, comparabili a 1/4400 dell'intera massa terrestre; essa inoltre occupa un volume di 1,386 x 109 km³.
La media salina all'interno dell'acqua oceanica è di 35 g/l: tuttavia, essendo questo valore legato agli apporti esterni di acqua e all'evaporazione, può aumentare considerevolmente in bacini chiusi o diminuire in zone ad acque molto fredde. Questi sali provengono dalla diretta emissione vulcanica o dallo smantellamento chimico e fisico effettuato nel tempo a discapito delle rocce magmatiche.
Le masse acquee sono, inoltre, enormi serbatoi di sostanze gassose, possiedono un'importante funzione termoregolatrice e mitigatrice del clima e sono agenti attivi dal punto di vista geomorfologico. Al loro interno vive un intero ecosistema acquatico, completo dal punto di vista della piramide alimentare e integrato con quello di superficie, nonché rivelatosi fondamentale per lo sviluppo umano passato e presente.
La presenza di acqua liquida sulla superficie terrestre è una combinazione delle giuste caratteristiche orbitali, del vulcanismo, della gravità, dell'effetto serra, del campo magnetico e dell'atmosfera ricca di ossigeno. Ci sono varie ipotesi che Europa, un satellite di Giove, ospiti dell'acqua liquida sotto lo strato di ghiacci che ricopre interamente la superficie.
La Terra è in effetti oltre il bordo esterno delle orbite che permetterebbero a un pianeta di essere abbastanza caldo per formare acqua liquida. Senza una qualche forma di effetto serra, l'acqua della Terra congelerebbe. Alcuni reperti paleontologici sembrano indicare che in un tempo precedente i 650 milioni di anni fa l'effetto serra si ridusse a tal punto da portare alla formazione della cosiddetta Terra a palla di neve; comunque questa ipotesi non è accettata da tutti i paleontologi, alcuni dei quali contestano le prove riportate e la possibilità che questo fenomeno possa verificarsi.
Sugli altri pianeti, come Venere, l'acqua gassosa è dissociata dagli ultravioletti solari, e l'idrogeno è ionizzato e soffiato via dal vento solare. L'effetto è lento, ma inesorabile. Si pensa che questa sia la causa della mancanza d'acqua di Venere. Privato dell'idrogeno, l'ossigeno reagisce con la superficie e viene inglobato in minerali solidi.
Sulla Terra uno scudo di ozono assorbe la maggior parte degli ultravioletti energetici nell'alta atmosfera, riducendo questo effetto.
Infine il vulcanismo, aiutato dagli effetti di marea della Luna, emette continuamente vapore d'acqua dall'interno. La tettonica delle placche della Terra ricicla il carbonio e l'acqua mediante la subduzione di zone ricche di sedimenti, convertendoli in magma ed emessi dai vulcani come anidride carbonica gassosa e vapore.
Le correnti oceaniche, inoltre, sono ritenute causa di una particolare oscillazione dell'asse di rotazione terrestre, detta oscillazione di Chandler.

### Criosfera

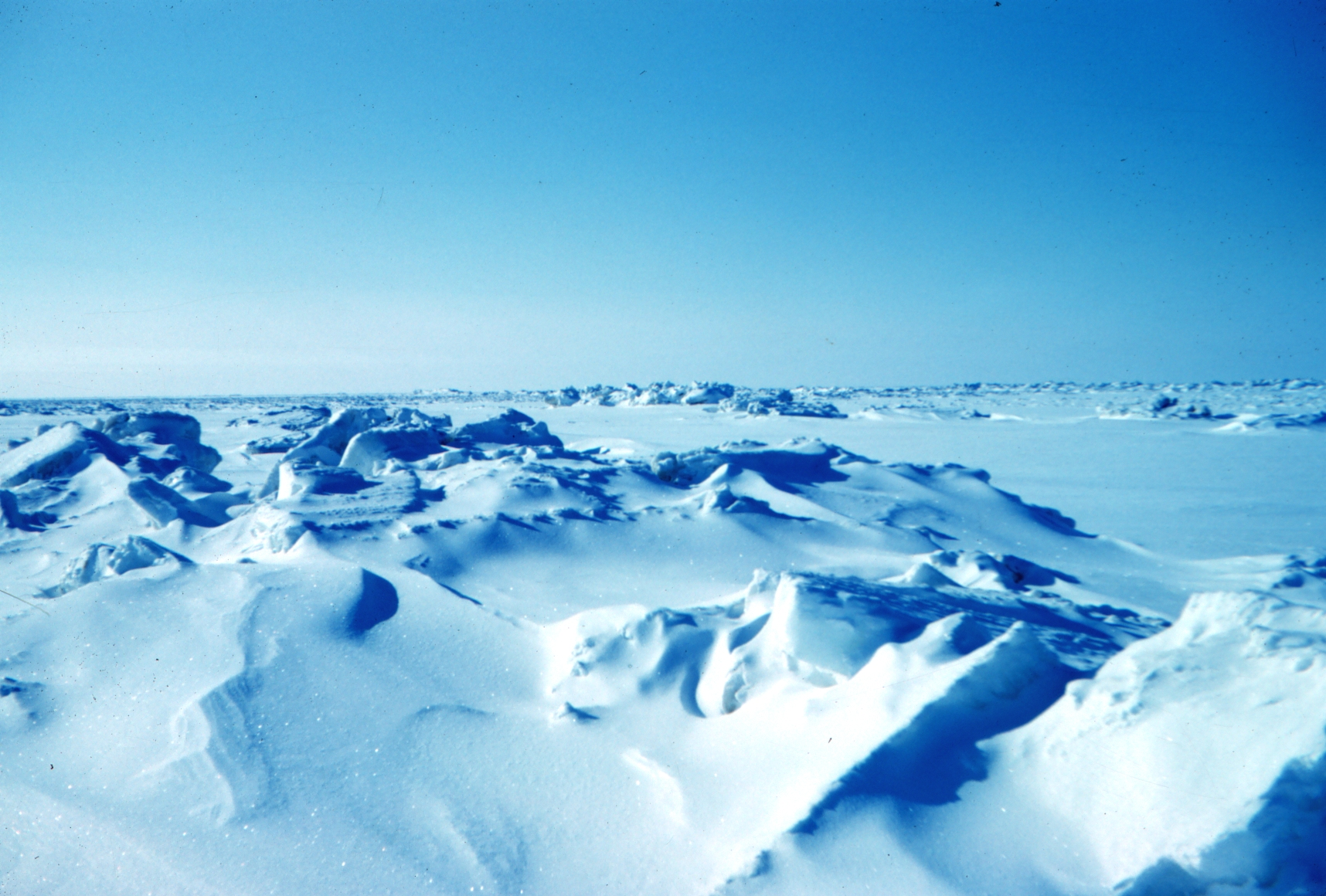
Mare ghiacciato in Alaska

La criosfera è la porzione di crosta terrestre coperta dall'acqua allo stato solido e che comprende le coperture ghiacciate di mari, laghi e fiumi, le coperture nevose, i ghiacciai, le regioni polari e il suolo ghiacciato in modo temporaneo o perenne (permafrost). È una parte integrante del sistema climatico globale con importanti connessioni e retroazioni generate attraverso la sua influenza sulla radiazione solare assorbita dalla superficie, sui flussi di umidità, sulle nuvole, sulle precipitazioni, sull'idrologia e sulla circolazione atmosferica e termoalina.

## La Terra nel sistema solare

La rotazione terrestre.

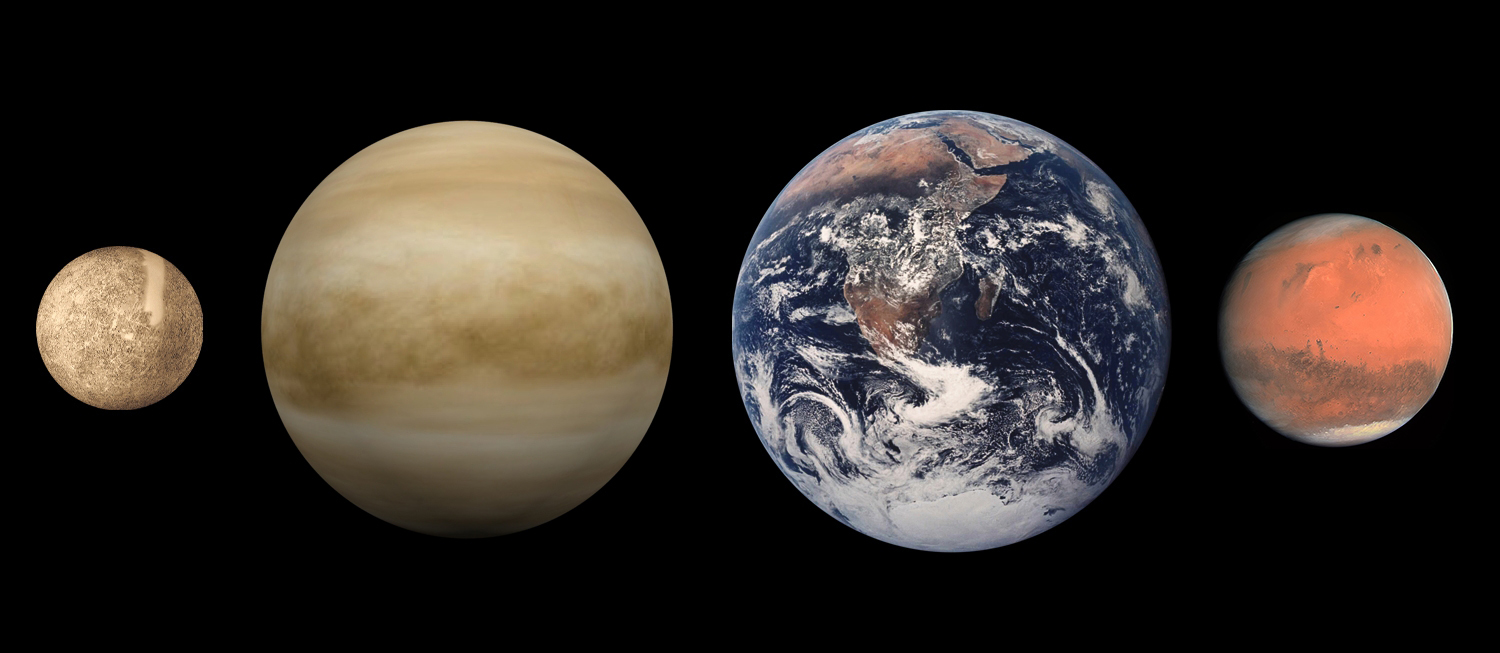
Confronto delle dimensioni dei quattro pianeti terrestri: da sinistra, Mercurio, Venere, la Terra e Marte.

La Terra ruota da ovest verso est una volta al giorno, inteso come giorno siderale, attorno all'asse che unisce il polo Nord al polo Sud in 23 ore, 56 minuti e 4,091 secondi. È per questo che il sole e tutte le stelle sorgono a est e tramontano a ovest compiendo un movimento nel cielo a una velocità di circa 15°/h o 15'/min. Inoltre la Terra ruota attorno al Sole a una distanza media di 150000000 km in un anno siderale. La sua velocità di orbita è di circa 30 km/s (108000 km/h), veloce abbastanza da coprire il diametro del pianeta (circa 12600 km) in 7 minuti e la distanza dalla Luna (384000 km) in 4 ore.
Ha un satellite naturale, la Luna, che le gira attorno in 27,32 giorni.
Visti dal polo Nord terrestre tutti questi movimenti si svolgono in senso antiorario.
I piani dei movimenti non sono precisamente allineati: l'asse della Terra è inclinato di 23,5 gradi rispetto alla perpendicolare del piano Terra-Sole e il piano Terra-Luna è inclinato di cinque gradi, cosa che impedisce il verificarsi di due eclissi (una solare e una lunare) ogni mese e le rende invece un evento raro. Sempre a causa dell'inclinazione dell'asse terrestre, la posizione del Sole nel cielo e l'incidenza delle sue radiazioni vista da un osservatore posto sulla superficie varia nel corso dell'anno. Ad esempio un osservatore posto a una latitudine settentrionale, quando il polo Nord è inclinato verso il Sole, noterà dei periodi di luce giornaliera più lunghi e un clima più temperato, mentre disporrà di meno ore di luce e di un clima più rigido nel caso opposto. Al di sopra dei due circoli polari si raggiunge il caso estremo di alternanza di lunghi periodi di assenza di luce (chiamati notti polari), a periodi di non tramonto del Sole.
Questa relazione tra il clima e l'inclinazione dell'asse terrestre viene definita tramite le quattro stagioni. Esse, dal punto di vista astronomico, sono determinate dai solstizi (i punti di massima inclinazione verso e contro il Sole) e dagli equinozi (punti in cui l'inclinazione è perpendicolare alla direzione del Sole). Il solstizio invernale cade il 21 dicembre, quello estivo il 21 giugno; mentre i due equinozi cadono, quello primaverile il 21 marzo e quello autunnale il 23 settembre. L'alternanza delle stagioni è opposta da un emisfero terrestre all'altro, data l'opposta inclinazione dell'asse, comportando ad esempio, la presenza in quello nord dell'estate e in quello sud dell'inverno.
L'angolo di inclinazione è relativamente stabile se considerato su lunghi periodi, tuttavia esso compie un lento e irregolare moto (conosciuto come nutazione), con un periodo di 18,6 anni. L'orientazione dell'asse varia secondo una precessione intorno a un cerchio completo in un ciclo di poco più di 25800 anni. La presenza di una precessione è la causa dello sfasamento tra un anno siderale e un anno tropico. Entrambe le variazioni del movimento dell'asse derivano dalla mutevole attrazione del Sole e della Luna sulla parte equatoriale del pianeta. Anche la velocità di rotazione del pianeta non è costante, ma varia nel tempo secondo un fenomeno noto come "variazione della lunghezza del giorno".
In tempi moderni il perielio cade il 3 gennaio, mentre l'afelio circa il 4 luglio (per informazioni circa altre ere, controlla precessione e cicli di Milanković). La differenza in termini energetici ricevuti dal Sole tra la posizione di perielio e quella di afelio è del 6,9% a favore del primo; inoltre dal momento in cui l'emisfero meridionale è orientato verso il Sole, a quello in cui il pianeta raggiunge il punto di perielio, questo emisfero percepisce una leggera maggiore energia rispetto all'emisfero nord durante l'intero anno. Questa differenza, seppure presente, è decisamente poco significativa rispetto all'energia totale derivante dal cambiamento di orientazione dell'asse, e, nella sua parte maggiore, viene assorbita e compensata dalla più alta presenza di masse acquee dell'emisfero meridionale.
La sfera di Hill (sfera gravitazionale di influenza) della Terra è di circa 1,5 Gm (1496620 km circa) di raggio. Questa è la massima distanza a cui l'influenza gravitazionale del pianeta è più forte di quella solare e dei pianeti. Gli oggetti in orbita attorno alla Terra devono rimanere all'interno di questo raggio in ogni punto della loro orbita per non venire strappati alla presa gravitazionale della Terra ed essere immessi in un'orbita eliocentrica: la sfera di Hill cambia leggermente di dimensioni lungo l'orbita della Terra aumentando gradualmente fino all'afelio e diminuendo gradualmente fino al perielio.

### Teoria geocentrica e di non sfericità della Terra
Poiché la Terra è molto grande, osservando dalla superficie non è immediatamente evidente che abbia forma geoidale, leggermente appiattita, schiacciata ai poli e con un lieve rigonfiamento all'equatore. Per questa ragione le antiche civiltà, come quella mesopotamica, e i primi filosofi greci, come Talete, ritennero che la Terra fosse piatta. Un primo passo verso il riconoscimento della forma reale fu compiuto da Anassimandro, che concepì la Terra come un cilindro sospeso nello spazio, immaginando quindi di avere cielo non solo sopra la propria testa ma anche al di sotto dei propri piedi. La forma sferica fu infine riconosciuta sulla base di deduzioni basate su osservazioni, quali il variare delle osservazioni astronomiche con la latitudine, l'osservazione delle eclissi di Luna e il confronto con la forma della Luna e del Sole.
I Greci, circa 2500 anni fa, cominciarono per primi a sostenere che la Terra fosse una sfera. Le prime testimonianze della sfericità terrestre ci arrivano da Pitagora (VI-V secolo a.C.) e da Parmenide (V secolo a.C.); poi Aristotele (384 a.C.-322 a.C.) portò le prime dimostrazioni e infine Eratostene (274 a.C.-196 a.C.) fece le prime misurazioni.
Gli studiosi del Basso Medioevo, poi, come Guglielmo di Conches, Giovanni di Sacrobosco, Ruggero Bacone, Tommaso d'Aquino, Brunetto Latini, Dante Alighieri, Giovanni Buridano e altri sostennero la sfericità del nostro pianeta con argomenti, per lo più di questo genere:
1. Il Sole, a mezzogiorno, indica il sud qualunque sia il punto di osservazione: se la Terra fosse piatta, non sarebbe così;
2. l'ombra proiettata dalla Terra sulla Luna, durante un'eclissi parziale, è un arco di cerchio;[71]
3. la parte che per prima scompare di una nave all'orizzonte è la chiglia.

È da considerarsi infondata la moderna credenza che nel Medioevo la Terra fosse comunemente ritenuta piatta.
Ancora oggi non mancano tuttavia i sostenitori della forma piatta della Terra, molti dei quali aderiscono alla Flat Earth Society (Società della Terra Piatta).
L'errata supposizione della piattezza della Terra nelle civiltà più antiche, era dovuta alla mancata conoscenza della natura centrale della forza di gravità, che permette di avere il cielo sempre come alto e il centro della Terra sempre come basso e quindi superare l'apparente paradosso che si dovesse camminare con la testa rivolta verso il "basso" dall'altra parte della Terra (paradosso che però già Anassimandro aveva saputo superare).
Si ritenne molto più a lungo che la Terra fosse al centro dell'universo perché si ha l'impressione che siano tutti gli altri corpi celesti a girare intorno a essa; inoltre osservando il cielo di notte si ha l'impressione che sia una volta incurvata sulla Terra, illusione dovuta all'immensità dello spazio. Anche se la teoria eliocentrica fu proposta per primo da Aristarco di Samo nel III secolo a.C., la teoria geocentrica, anche a causa della precisione di misurazione astronomica necessaria a confutarla, fu quella dominante fino alla fine del Medioevo.

### Luna e sua influenza
| Nome | Diametro  | Massa         | Semiasse maggiore | Periodo orbitale            |
| ---- | --------- | ------------- | ----------------- | --------------------------- |
| Luna | 3474,8 km | 7,349×1022 kg | 384400 km         | 27 giorni 7 ore 43,7 minuti |

La Luna è un satellite relativamente grande, simile a un pianeta terrestre, con un diametro pari a un quarto di quello terrestre e una massa pari a 1/81. Rispetto al suo pianeta madre, è il più grande del sistema solare (ma non in senso assoluto). L'attrazione gravitazionale della Luna causa la maggior parte delle maree terrestri. La stessa azione porta a un lentissimo rallentamento della rotazione della Terra su sé stessa, dell'ordine di un'ora ogni parecchie centinaia di milioni di anni (più precisamente, la lunghezza del giorno terrestre aumenta di 0,0016 secondi ogni secolo). Terra e Luna, a causa delle forze gravitazionali reciproche sono in rotazione sincrona. Infatti la Luna ruota attorno al proprio asse in un periodo identico a quello di rivoluzione attorno alla Terra presentando quindi sempre la stessa faccia verso il pianeta. Inoltre a causa dell'interazione tra i due campi gravitazionali la Luna si allontana di circa 38 mm ogni anno. L'insieme di queste piccole modifiche, rapportate su tempi geologici di milioni di anni, sono causa di importanti cambiamenti; infatti basta pensare che durante il Devoniano (circa 410 milioni di anni fa), per esempio, vi erano 400 giorni in un anno terrestre, ed essi duravano circa 21,8 ore l'uno.

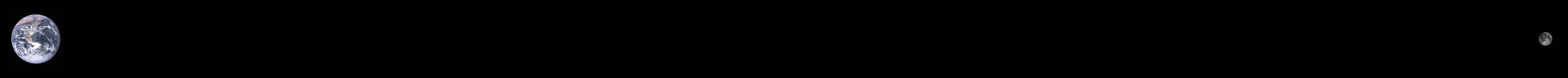
Rappresentazione in scala della distanza Terra-Luna

Animazione sulla formazione della Luna (ipotesi)

La Luna potrebbe essere stata fondamentale per la comparsa della vita sulla Terra, causando un clima più moderato di quanto altrimenti sarebbe avvenuto. Alcune evidenze paleontologiche e simulazioni computerizzate mostrano che l'inclinazione assiale della Terra è stabilizzata dalle interazioni mareali con la Luna. Senza questa stabilizzazione, l'asse di rotazione potrebbe essere caoticamente instabile, come accade per una sfera. Se l'asse di rotazione terrestre si avvicinasse al piano dell'eclittica, ne risulterebbe un clima molto severo, dove un polo sarebbe continuamente riscaldato e l'altro congelato, causando grandi trasferimenti di energia tra un polo e l'altro che si manifesterebbero in bruschi fenomeni atmosferici. Alcuni paleontologi che hanno studiato l'effetto sostengono che potrebbe uccidere tutti gli animali e piante superiori. Questo effetto rimane tuttavia controverso, e gli studi su Marte, che ha circa lo stesso giorno e inclinazione assiale della Terra, ma non un grande satellite o un nucleo liquido, potrebbero dare altre informazioni.
L'origine della Luna è sconosciuta, ma la teoria più quotata è che si sia formata dalla collisione di un protopianeta, chiamato Theia, della grandezza di Marte, con la Terra primitiva. Questa teoria spiega, oltre ad altre cose, la relativa scarsità di ferro e di elementi volatili sulla Luna e la somiglianza della composizione chimica lunare con quella della crosta terrestre.
Un'altra teoria molto quotata è quella secondo cui la Luna si è formata da polveri che erano intorno alla Terra, che sono collassate in un unico punto, formando il nostro satellite.
La Terra ha anche almeno due asteroidi co-orbitali conosciuti, 3753 Cruithne e 2002 AA29, e un asteroide troiano, 2010 TK7.

## Geografia
La Terra è l'unico pianeta del sistema solare in cui è nota la presenza di acqua alla stato liquido in superficie e in grande quantità, tanto da farle attribuire l'appellativo di "pianeta blu". Le masse d'acqua coprono circa i tre quarti della superficie totale, per un volume totale di circa 1332 miliardi di chilometri cubi, mentre la restante parte è composta da terre emerse, sia sopra sia sotto il livello medio del mare; più precisamente:
- superficie totale: 510065285 km²
  - superfici acquee: 361126222 km² (70,8%)
  - terre emerse: 148939063 km² (29,2%)

Le masse acquee possono essere suddivise in oceani (Oceano Atlantico, Oceano Indiano, Oceano Pacifico), mari, laghi e fiumi.
Quelle continentali, invece, dapprima in sette grandi continenti: America del Nord, America del Sud, Africa, Antartide, Asia, Europa e Oceania, e, successivamente, nelle loro suddivisioni in subcontinenti, macroregioni, penisole, arcipelaghi ed isole.
| Dati fisici                             | Atlantico                  | Indiano               | Pacifico                     |
| --------------------------------------- | -------------------------- | --------------------- | ---------------------------- |
| Superficie (km²)                        | 106100000 (29,38%)         | 74900000 (20,74 %)    | 179700000 (47,76%)           |
| Profondità massima (m)                  | 9212 (Fossa di Porto Rico) | 7450 (Fossa di Giava) | 10911 (Fossa delle Marianne) |
| Profondità media (m)                    | 3314                       | 3900                  | 4049                         |
| Salinità                                | 3,6 %                      | 2,5 %                 | 3,5 %                        |
| Temperatura media della sup.            | 17 °C                      | 17 °C                 | 16 °C                        |
| Valore (%) rispetto alla sup. terrestre | 18 %                       | 17,8 %                | 26 %                         |
| Valore (%) rispetto alla sup. oceanica  | 25,4 %                     | 25,5 %                | 49,4 %                       |

| Dati fisici            | Africa                     | America sett. e cent.   | America merid.                   | Asia                 | Europa                                    | Oceania                  |
| ---------------------- | -------------------------- | ----------------------- | -------------------------------- | -------------------- | ----------------------------------------- | ------------------------ |
| Superficie (km²)       | 30309677 (20,35%)          | 24244643 (16,27%)       | 17846012 (11,98%)                | 43869576 (29,45%)    | 10522176 (7,06%)                          | 8945724 (6,00%)          |
| Altitudine massima (m) | 5895 (Kilimangiaro)        | 6194 (Monte McKinley)   | 6962 (Monte Aconcagua)           | 8848 (Monte Everest) | 4810 (Monte Bianco), 5642 (Monte El'brus) | 4884 (Monte Puncat Jaya) |
| Altitudine media (m)   | 750                        | 720                     | 590                              | 960                  | 340                                       | 340                      |
| Depressione mass. (m)  | −150 (Lago Assal) (Gibuti) | −86 (Valle della Morte) | −42 (Salinas Chicas) (Argentina) | −395 (Mar Morto)     | −28 (Mar Caspio)                          | −12 (Lago Eyre)          |
| Sviluppo costiero (km) | 30500                      | 72500                   | 28700                            | 73000                | 38000                                     | 19500                    |
| Sup. desertica (km²)   | 9 200 000                  | 100000                  | 900000                           | 3 300 000            | —                                         | 1 500 000                |

## Clima e tempo atmosferico
L'atmosfera terrestre non ha limiti definiti, ma diviene lentamente sempre più rarefatta e sottile procedendo verso lo spazio esterno. Circa il 75% della sua intera massa è contenuta all'interno dei primi 11 km (circa 7 mi) a partire dalla superficie del pianeta, nello strato denominato come troposfera. L'irraggiamento solare, riscalda questa parte atmosferica, sia direttamente, sia indirettamente, tramite il calore ceduto alla superficie terrestre e provoca la dilatazione dell'aria in essa contenuta.
La perdita di densità conseguente all'aumento di temperatura, pone in risalita la massa d'aria, richiamandone altra al suo posto, più fredda e densa, sia da luoghi adiacenti, sia soprastanti. Il risultato di questo processo è la circolazione atmosferica, la quale controlla, tramite la ridistribuzione dell'energia termica, sia il clima sia il tempo atmosferico. Le zone di circolazione atmosferica principali sono situate nella zona equatoriale al di sotto dei 30° di latitudine, tramite l'azione delle correnti occidentali, e nelle medie latitudini, tra i 30° e i 60°, tramite gli alisei. Inoltre le correnti oceaniche rappresentano un importante fattore di influenza sul clima; particolarmente la circolazione termoalina, che ridistribuisce l'energia termica catturata dall'acqua, dalle zone oceaniche equatoriali verso quelle polari.
     Af
     Am
     Aw/As
     BWh
     BWk
     BSh
     BSk
     Csa
     Csb
     Csc
     Cwa
     Cwb
     Cwc
     Cfa
     Cfb
     Cfc
     Dsa
     Dsb
     Dsc
     Dsd
     Dwa
     Dwb
     Dwc
     Dwd
     Dfa
     Dfb
     Dfc
     Dfd
     ET
     EF

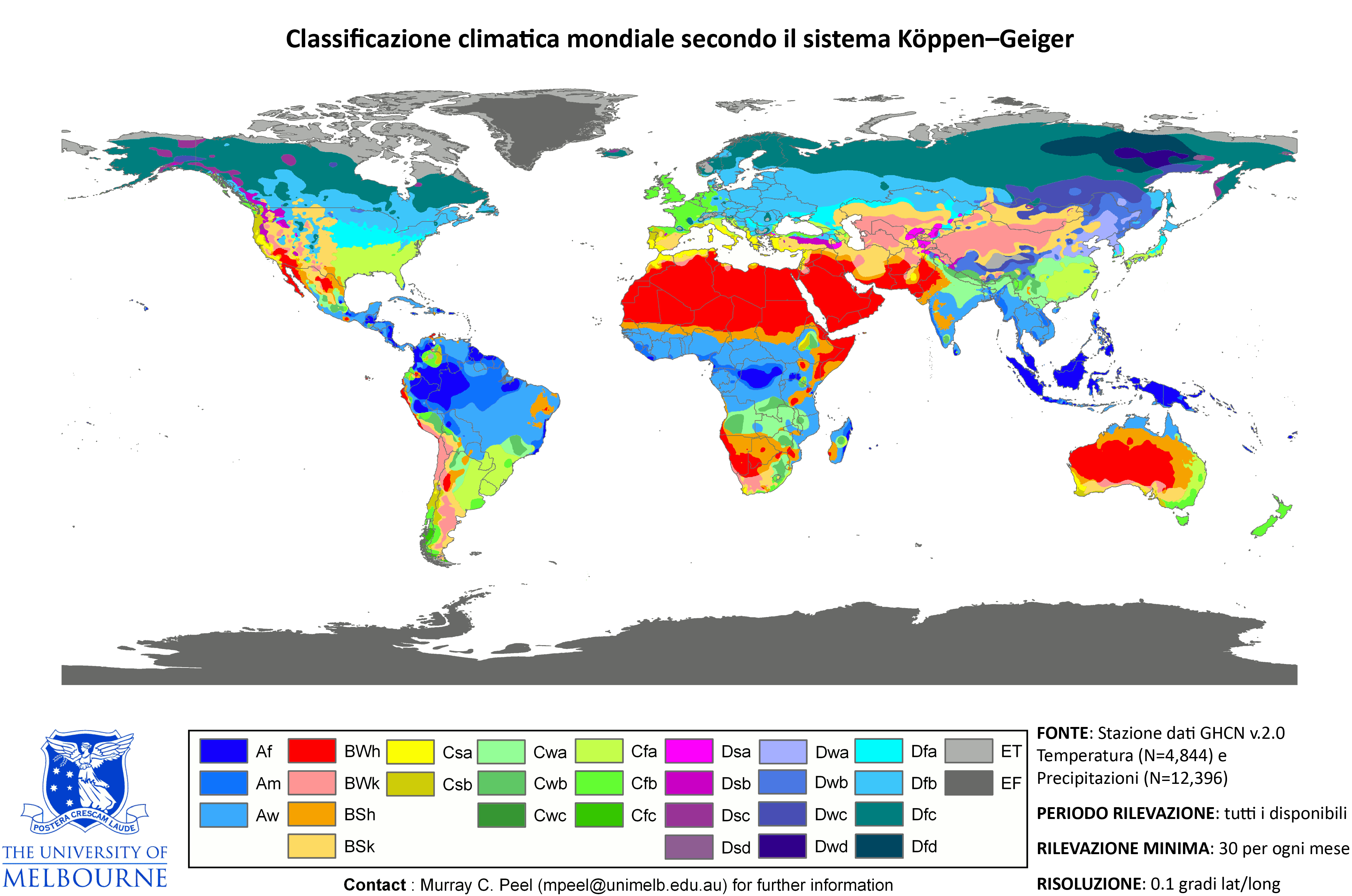
Mappa aggiornata del mondo secondo la classificazione Köppen-Geiger
Af
Am
Aw/As
BWh
BWk
BSh
BSk
Csa
Csb
Csc
Cwa
Cwb
Cwc
Cfa
Cfb
Cfc
Dsa
Dsb
Dsc
Dsd
Dwa
Dwb
Dwc
Dwd
Dfa
Dfb
Dfc
Dfd
ET
EF

Il vapore acqueo generato tramite l'evaporazione superficiale della lama d'acqua per contrasto di umidità e/o temperatura con l'aria viene trasportato nell'atmosfera. In presenza di determinate condizioni atmosferiche, favorenti la risalita di aria umida e calda, il vapore acqueo presente inizia un processo di condensazione e, in seguito, dà origine a precipitazioni, che, in base alle condizioni termiche presenti nella zona atmosferica di condensa, a quelle del tragitto percorso e del suolo, potranno essere di pioggia, nevose o sotto forma di grandine.
Per completare il ciclo dell'acqua, essa viene riconvogliata verso basse quote e verso gli oceani o verso i laghi in prevalenza dai corsi d'acqua. Questo processo è un meccanismo fondamentale per sostenere e sviluppare la vita, nonché il primario fattore di erosione, modellazione e trasformazione della superficie terrestre nel corso dei vari periodi geologici.
L'entità delle precipitazioni varia considerevolmente da regione a regione, in base alla stagione di riferimento, alla latitudine e alla geografia del territorio, da diversi metri di acqua all'anno, a meno di un millimetro nelle zone desertiche o polari.
Il clima terrestre può esser suddiviso in alcune macro regioni a clima approssimativamente omogeneo in base alla latitudine: spostandoci dall'equatore al polo si possono rilevare: una regione equatoriale, una tropicale, una subtropicale, una temperata e una regione polare.
Un'altra classificazione climatica può essere basata sulle temperature e sulle precipitazioni, con una suddivisione delle regioni caratterizzate da abbastanza simili e uniformi masse d'aria. Quella maggiormente utilizzata è la classificazione climatica di Köppen (nella versione modificata dallo studente di Wladimir Köppen, Rudolph Geiger), che suddivide il mondo in cinque vaste aree: tropicale umida, area desertica arida, area umida delle medie latitudini, area a clima continentale e area di freddo polare; le quali sono poi ulteriormente suddivise in molti altri sottotipi più specifici.

## Risorse naturali e utilizzo del suolo
La Terra possiede numerose risorse naturali utili all'uso da parte del genere umano. Alcune di esse vengono definite risorse rinnovabili, ovvero che si rinnovano naturalmente o per effetto dell'uomo in quantità pressoché infinita e in tempi ridotti, purché utilizzate in maniera accurata; esse corrispondono ai suoli agricoli, ai pascoli, alle foreste e alle cosiddette fonti rinnovabili, ovvero l'energia derivante da Sole, vento, correnti marine, maree e salti d'acqua. Invece altre vengono definite come non rinnovabili, sia per l'impossibilità a rigenerarsi, sia per il lungo tempo necessario a ciò; in esse sono compresi tutti i minerali e i combustibili fossili. Le risorse si distribuiscono in differenti zone del pianeta, in particolare:
- la crosta terrestre contiene ampi depositi di combustibili fossili: carbone, petrolio, gas naturale, clatrato di metano. Questi depositi sono usati dall'uomo sia per la produzione di energia, sia come materiale di base per prodotti chimici.

All'interno della crosta sono anche contenuti i giacimenti minerari, formati per effetto dei movimenti delle placche tettoniche, o tramite lo smantellamento di catene montuose con conseguente accumulo dei minerali. In essi sono contenuti, in quantità economicamente sfruttabile, i metalli, le pietre preziose, e in forma più o meno diretta, tutti gli elementi chimici.
- la biosfera della Terra produce molti utili prodotti biologici tra cui: cibo, legno, prodotti farmacologici, ossigeno e il riciclo dei rifiuti organici. L'ecosistema del terreno dipende dall'acqua dolce e dall'humus; mentre l'ecosistema oceanico dipende da nutrienti portati nell'acqua dalle piogge e dilavati dal terreno.[84]

Inoltre vengono utilizzati ed estratti, tutti quei materiali, utili o destinabili all'edilizia e alla costruzione di infrastrutture e oggetti, quali, ad esempio: ghiaia, argilla e pietre come il granito o l'ardesia. Per studiare l'utilizzo da parte degli esseri umani delle risorse naturali è stato ideato l'indice dell'impronta ecologica, utilizzato per misurare la richiesta umana nei confronti della natura; indice ampiamente utilizzato, sebbene non esente da critiche.
Nel 1993, l'utilizzo da parte dell'umanità del suolo era approssimativamente:
| Utilizzo del suolo         | Percentuale |
| -------------------------- | ----------- |
| Terreno arabile            | 13,13%      |
| Coltivazioni permanenti    | 4,71%       |
| Pascoli permanenti         | 26%         |
| Foreste e terreni boschivi | 32%         |
| Aree urbane                | 1,5%        |
| Altro                      | 30%         |

La quantità stimata di terra irrigata nel 1993, inoltre, era di 2481250 km².

## Rischi naturali e ambiente
Vaste aree sono sottoposte a fenomeni climatici molto violenti come i cicloni, gli uragani e i tifoni. Molte zone sono soggette a terremoti, frane, tsunami, eruzioni vulcaniche, tornado, inondazioni, siccità e altre calamità e disastri.
L'attività umana, direttamente, o tramite le sostanze tossiche da lei prodotte, ha inquinato numerose zone del pianeta, comprese atmosfera e masse d'acqua.
A causa di questo in diverse zone si verificano piogge acide, impoverimento e alterazione del suolo, deforestazione, estinzioni di specie viventi vegetali e/o animali, desertificazione, migrazione o scomparsa di fauna e flora autoctone, erosione e introduzione di specie invasive o alloctone.
Vi è un consenso scientifico abbastanza vasto circa una correlazione tra le attività umane e il riscaldamento globale, soprattutto a causa delle emissioni di diossido di carbonio. L'effetto principale si riscontrerebbe nell'aumentata velocità dello scioglimento dei ghiacciai e della calotta polare, nell'aumento del livello medio marino, in variazioni termiche estreme e in cambiamenti significativi delle condizioni meteorologiche rispetto a quelle storicamente documentate.
Dal punto di vista astronomico la Terra non è esente da rischi legati ad impatto meteoritico, di asteroidi e comete, che nel passato geologico, secondo alcune teorie e studi sperimentali, hanno segnato la storia della Terra a livello climatico, le cui tracce sono state lentamente cancellate nel tempo.

## Popolazione umana

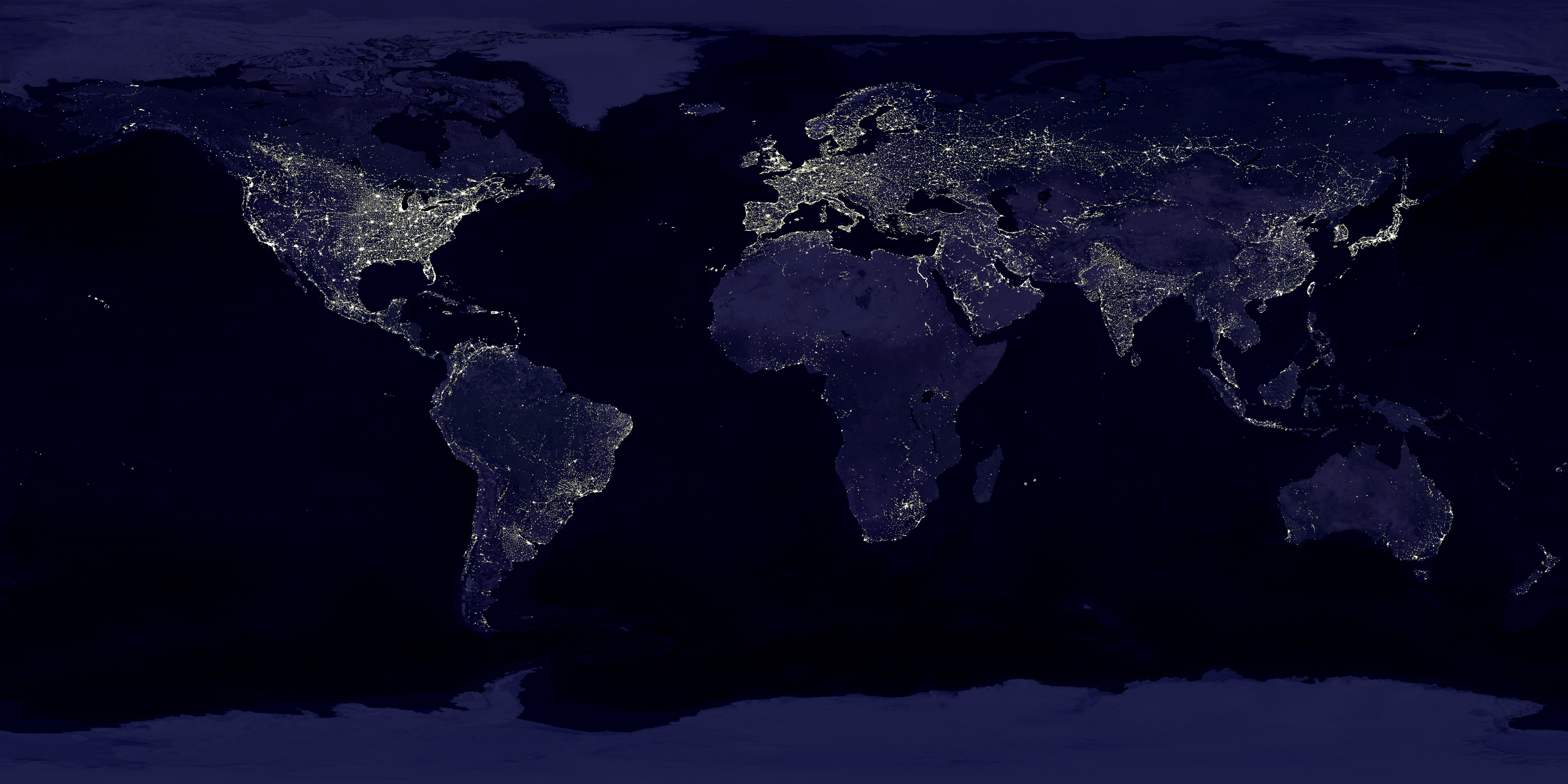
La Terra di notte, composizione del DMSP/OLS dell'illuminazione del terreno su un'immagine mondiale simulata notturna. Questa immagine non è una fotografia e numerose sue caratteristiche sono più luminose di come le vedrebbe un osservatore.

La Terra ospitava approssimativamente 7,6 miliardi di esseri umani viventi nel 2017, con una maggior crescita della popolazione localizzata nei paesi in via di sviluppo. La regione dell'Africa sub-sahariana ha il più alto tasso di natalità al mondo. La densità di popolazione varia considerevolmente tra le regioni del pianeta, con una presenza maggiore nel continente asiatico.
Si stima che nel 2030 circa il 60% della popolazione mondiale vivrà in aree urbane, contro un 40% stanziale in aree rurali.
Struttura della popolazione in relazione all'età:
- 0-14 anni: 1818803078 (29,92%)
  - maschi: 932832913 (15,35%)
  - femmine: 885970165 (14,57%)
- 15-64 anni: 3840881326 (63,19%)
  - maschi: 1942402264 (31,95%)
  - femmine: 1898479062 (31,23%)
- più di 64 anni: 419090130 (6,89%)
  - maschi: 184072470 (3,03%)
  - femmine: 235017660 (3,87%) (stima 2018)

Tasso di crescita della popolazione:
1,3% (stima 2018)
Tasso di natalità:
22 nascite/1000 abitanti (stima 2018)
Tasso di mortalità:
9 decessi/1000 abitanti (stima 2018)
Tassi relativi suddivisi per sesso:
- di nascita: 1,05 maschi/femmina
- sotto i 15 anni: 1,05 maschi/femmina
- 15-64 anni: 1,02 maschi/femmina
- più di 64 anni: 0,78 maschi/femmina
- popolazione totale: 1,01 maschi/femmina (stime 2018)

Tasso di mortalità infantile:
54 decessi/1000 nascite di bambini vivi (stima 2018)
Aspettative di vita alla nascita:
- popolazione mondiale: 64 anni
- maschi: 62 anni
- femmine: 65 anni (stima 2018)

Tasso di fertilità: 2,8 bambini nati/donna (stima 2018)
L'abitato più a nord del mondo è Alert in Canada; mentre l'abitato più a sud è la stazione di Amundsen-Scott in Antartide, situata quasi esattamente al polo sud.

Pochissime persone sono in orbita intorno alla Terra a bordo della ISS (la Stazione spaziale internazionale), mentre altri fanno brevi viaggi sopra l'atmosfera. In totale, fino al 2004, circa 400 persone sono state al di fuori dell'atmosfera e alcune di esse hanno camminato sulla Luna. Normalmente le uniche persone nello spazio sono i componenti della Stazione Spaziale Internazionale, il cui equipaggio è solitamente composto da sei persone e sostituito ogni sei mesi.

## Nazioni e governo planetario
La Terra non possiede un governo planetario; tuttavia Stati indipendenti (nazioni) reclamano la sovranità su quasi la totalità della superficie planetaria, a eccezione di alcune parti dell'Antartide.
Nel 2016 gli stati nel mondo includevano i 193 Stati membri delle Nazioni Unite, 59 territori indipendenti e un insieme di entità autonome, territori sotto disputa e altre entità minori.
Le Nazioni Unite sono un'organizzazione internazionale creata con lo scopo di intervenire nelle dispute tra le varie nazioni, cercando di evitare conflitti armati; tuttavia, possedendo facoltà limitate, possono solo approvare e far rispettare norme di diritto internazionale e, tramite il consenso dei paesi membri, intervenire tramite sanzioni o con interventi armati. L'organizzazione funge in primo luogo da parlamento per le relazioni internazionali.
Confini:
Le linee di confine del mondo ammontano a 251480,24 km
Rivendicazioni marittime:
- zone contigue: 24 miglia nautiche per la maggior parte delle nazioni, con variazioni.
- piattaforma continentale: 200 metri di profondità, oppure fino alla profondità di esplorazione. Altri rivendicano 200 miglia marittime oppure fino al bordo della piattaforma continentale.
- zona di pesca esclusiva: 200 miglia marittime, con variazioni.
- zona economica esclusiva: 200 miglia marittime, con variazioni.
- acque territoriali: 12 miglia marittime, con variazioni.
- Nota: confini con stati confinanti possono impedire a molte nazioni di estendere la propria zona di pesca o economica fino a 200 miglia nautiche.

Non possiedono un accesso al mare 44 stati e altre aree, tra cui Afghanistan, Andorra, Armenia, Austria, Azerbaigian, Bielorussia, Bhutan, Bolivia, Botswana, Burkina Faso, Burundi, Repubblica Centrafricana, Ciad, Cisgiordania, Città del Vaticano, eSwatini, Etiopia, Ungheria, Kazakistan, Kirghizistan, Laos, Lesotho, Liechtenstein, Lussemburgo, Macedonia del Nord, Malawi, Mali, Moldavia, Mongolia, Nepal, Niger, Paraguay, Repubblica Ceca, Ruanda, San Marino, Slovacchia, Serbia, Sudan del Sud, Svizzera, Tagikistan, Turkmenistan, Uganda, Uzbekistan, Zambia, Zimbabwe.

## Futuro

Il ciclo vitale del Sole

Il futuro del pianeta è strettamente legato a quello del Sole. Come conseguenza del processo di accumulo del gas elio all'interno del Sole, la sua luminosità tenderà ad aumentare con un ritmo stimato del 10% nel corso dei prossimi 1,1 miliardi di anni e del 40% nei prossimi 3,5. Modelli climatici indicano che l'aumento delle radiazioni che raggiungono la Terra potrebbe avere conseguenze devastanti, fino alla possibilità di perdita delle masse oceaniche.
L'incremento conseguente di temperatura accelererà l'inorganico ciclo del carbonio, riducendo la sua concentrazione verso il livello letale per le piante di 10 ppm per la fotosintesi C4 in circa 900 milioni di anni. Anche se il Sole fosse infinito e stabile, il continuo raffreddamento della Terra comporterebbe comunque una consistente perdita della sua atmosfera e degli oceani (a causa della diminuita attività vulcanica) e la sua totale scomparsa dopo un altro miliardo di anni.
In luce di ciò, a meno di interventi, la Terra sarà effettivamente abitabile per ancora circa 500 milioni di anni.

Successivamente il sole incomincerà a espandersi, fino a raggiungere, in circa 5 miliardi di anni, le dimensioni di una gigante rossa. Secondo i modelli, esso si espanderà di circa il 99% della distanza di orbita terrestre odierna (1 unità astronomica, o UA). Tuttavia in questo periodo l'orbita terrestre si sarà già spostata di circa 1,7 UA a causa della diminuita massa solare e conseguente minore gravità. Si ritiene che il pianeta possa evitare di essere inglobato dall'aumentato volume solare verso lo spazio esterno, sebbene la maggior parte, se non la totalità, della vita presente sarà estinta. Tuttavia le più recenti simulazioni mostrano che l'orbita terrestre, a causa di effetti di marea, decadrà, causando il suo ingresso nell'atmosfera solare, con conseguente distruzione.

## La Terra nella mitologia e nella fantascienza
La Terra è stata spesso personificata come una divinità, più precisamente una divinità femminile probabilmente in quanto considerata generatrice di vita, si veda ad esempio Gea (o Gaia) e Madre Terra. Nella mitologia norrena, Jǫrð, la divinità della Terra era la madre di Thor e la figlia di Nótt e Annar.
La Terra è anche stata descritta come una voluminosa astronave con un sistema per il supporto vitale che richiede manutenzione
Una foto della Terra scattata dalla sonda spaziale Voyager 1 ispirò Carl Sagan nel descriverla per primo come un "puntino azzurro".
Nella fantascienza la Terra è spesso la capitale o il principale centro amministrativo di un ipotetico governo galattico, specialmente quando questo governo galattico è composto per la maggior parte da umani o da loro dominato, spesso una repubblica federale rappresentativa, benché imperi e dittature non manchino affatto. Molto significative da questo punto di vista le serie televisive di fantascienza Star Trek e Babylon 5. Tuttavia in altre opere di fantascienza capita spesso che i popoli umani emigrati nello spazio in un lontano futuro non sappiano più quale sia il loro pianeta d'origine, come avviene ad esempio nel telefilm Galactica o nel Ciclo della Fondazione di Isaac Asimov. Nel libro Paria dei cieli, sempre di Asimov, si parla di una Terra radioattiva, tema che verrà ripreso in molti altri libri del Ciclo dei Robot e del Ciclo dell'Impero.
Nella Guida galattica per gli autostoppisti, una serie di romanzi di Douglas Adams, la Terra è descritta come un pianeta "Praticamente innocuo". Nella stessa serie viene detto che la Terra è un supercomputer costruito da esseri altamente avanzati provenienti da un'altra dimensione per ottenere la "domanda fondamentale sulla vita, l'universo e tutto quanto".

### Pubblicazioni
- Akasofu Syun-Ichi, La dinamica dell'aurora polare, Sole e Terra, in Le Scienze, 1º luglio 1989. URL consultato il 7 marzo 2012.
- (EN) Jeffrey J. Love, Palaeomagnetic Secular Variation as a Function of Intensity, in Philosophic Transactions of The Royal Society, vol. 358, n. 1768, 15 marzo 2000,  pp. 1191-1223, DOI:10.1098/rsta.2000.0581.
- Marco Meniero e Andreina Ricco, Luci dell'atmosfera, in supplemento a L'Astronomia, settembre 2003.